# D-glutamat (D-aspartat) oksidaza
D-glutamat (-aspartat) oksidaza (EC 1.4.3.15, D-glutaminska-aspartinska oksidaza, D-monoaminodikarboksilna kiselina oksidaza) je enzim sa sistematskim imenom D-glutamat(D-aspartat):kiseonik oksidoreduktaza (deaminacija). Ovaj enzim katalizuje sledeću hemijsku reakciju
(1) -glutamat +H2O + O2 {\displaystyle \rightleftharpoons } 2-oksoglutarat + NH3 +2O2
(2) -aspartat +H2O + O2 {\displaystyle \rightleftharpoons } oksaloacetat + NH3 +2O2
Ovaj enzim je flavoprotein (FAD).  D-glutamat i D-aspartat se oksiduju istom brzinom. Drugi D-monoaminodikarboksilati, i druge D- i L-aminokiseline, se ne oksiduju.

## Literatura
- Nicholas C. Price; Lewis Stevens (1999). Fundamentals of Enzymology: The Cell and Molecular Biology of Catalytic Proteins (Third изд.). USA: Oxford University Press. ISBN 019850229X.
- Eric J. Toone (2006). Advances in Enzymology and Related Areas of Molecular Biology, Protein Evolution (Volume 75 изд.). Wiley-Interscience. ISBN 0471205036.
- Branden C; Tooze J. Introduction to Protein Structure. New York, NY: Garland Publishing. ISBN 0-8153-2305-0.
- Irwin H. Segel. Enzyme Kinetics: Behavior and Analysis of Rapid Equilibrium and Steady-State Enzyme Systems (Book 44 изд.). Wiley Classics Library. ISBN 0471303097.

## Spoljašnje veze
- D-glutamate(D-aspartate)+oxidase на 